# Reflux (gra komputerowa)
Reflux, na Zachodzie wydany jako Robo Rumble – strategiczna gra czasu rzeczywistego wydana w roku 1998 przez IPS Computer Group w Polsce i TopWare CD Service poza jej granicami, a stworzona przez Metropolis Software.
Reflux, co nie było wtedy standardem, był w pełni trójwymiarową gra strategiczną. Zamiast zbierania surowców i rozbudowy bazy, gra oferowała budżet na każdą misję i stawiała na walki grup robotów. Zniszczona jednostka powodowała zwrot poniesionych na nią wydatków, co pozwalało na odbudowanie / przekonstruowanie sił gracza. Jak do ówczesnego czasu, jedyna gra, która umożliwiała tworzenie jednostek według własnych kryteriów. Pomiędzy misjami gracz prowadził interakcję z naukowcami i wojskowymi, oferującymi rozwój jednostek czy wzmocnienie bazy. Koszt ulepszeń można było negocjować. Kampania dla jednego gracza zawiera 15 misji dla każdej ze stron plus misję przeciwko obcej cywilizacji. W trybie gry wieloosobowej dostępnych jest 10 scenariuszy.
Przy okazji wydania gry, Grzegorz Onichmowski (w ramach swoistej wojny cenowej, zapoczątkowanej przez TopWare Interactive) zadeklarował, że obniży cenę wszystkich gier wydawanych przez IPS Computer Group o połowę, do 80 złotych, jeśli uda się sprzedać co najmniej 30 tysięcy egzemplarzy Refluxa. Mimo ceny gry wynoszącej 50 złotych i sprzyjającemu rynkowi (do walki cenowej dołączali kolejni dystrybutorzy), po kilku miesiącach grę sprzedano tylko w tysiącu kopii.
Średnia ocena gry to 73 procent, choć „Gambler” ocenił grę na poziomie 85/100, głównie za innowacyjne podejście do kwestii zasobów.